# 北平和駅

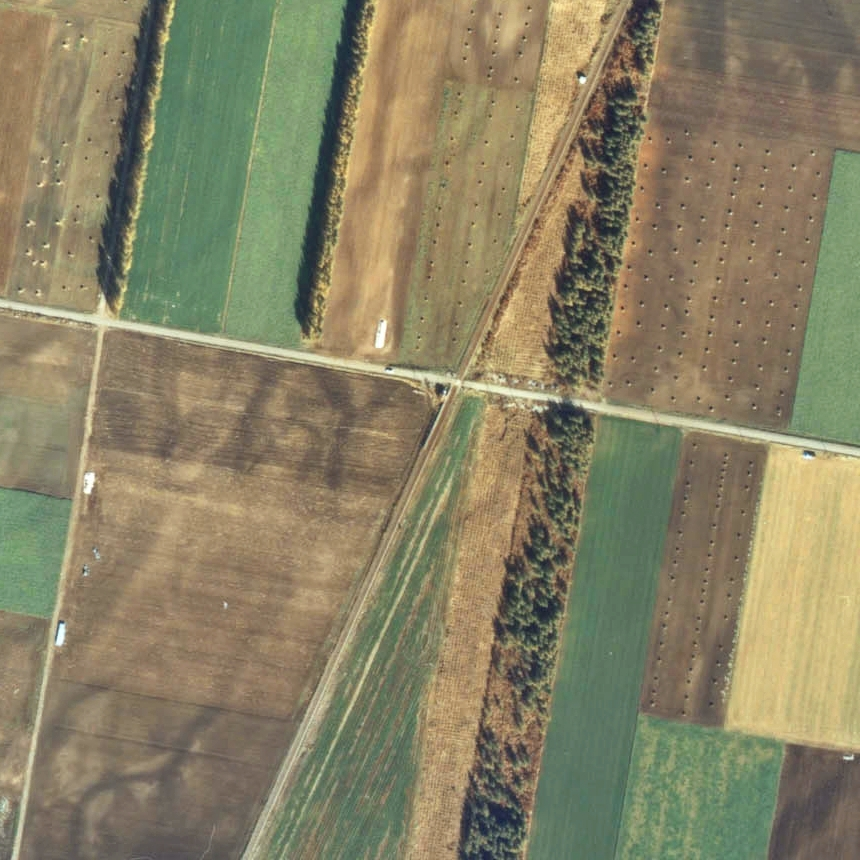
1977年の北平和駅と周囲約500m範囲。上が糠平方面。糠平側に三十三号道の踏切と待合室がある。田園地帯の中にあり、周囲に民家は殆んど無い。

北平和駅（きたへいわえき）は、かつて北海道河東郡士幌町字士幌に設置されていた、日本国有鉄道（国鉄）士幌線の鉄道駅（廃駅）である。事務管理コードは▲111407。

## 歴史
- 1957年（昭和32年）12月25日 - 開業。旅客のみ取り扱い[3]。
- 1987年（昭和62年）3月23日 - 士幌線の全線廃止に伴い、廃駅となる[1]。

### 駅名の由来
「平和」集落の北方に設置されたため。

## 駅構造
構内の西側（糠平方面に向かって左側）に1面1線の単式ホームを有する地上駅で、無人駅であった。

## 駅跡・周辺
畑となっている。
- 国道241号
- 北海道拓殖バス、十勝バス「士幌33号」停留所

## 隣の駅
日本国有鉄道
士幌線
士幌駅 - 北平和駅 - 上士幌駅